# Vieirópolis
Vieirópolis is een gemeente in de Braziliaanse deelstaat Paraíba. De gemeente telt 4.908 inwoners (schatting 2009).